# Liste des batailles les plus meurtrières de la France
Cet article présente une liste des batailles les plus meurtrières de l'Histoire de France, en termes de pertes françaises, dépassant le nombre de 3 000 Français morts au combat.

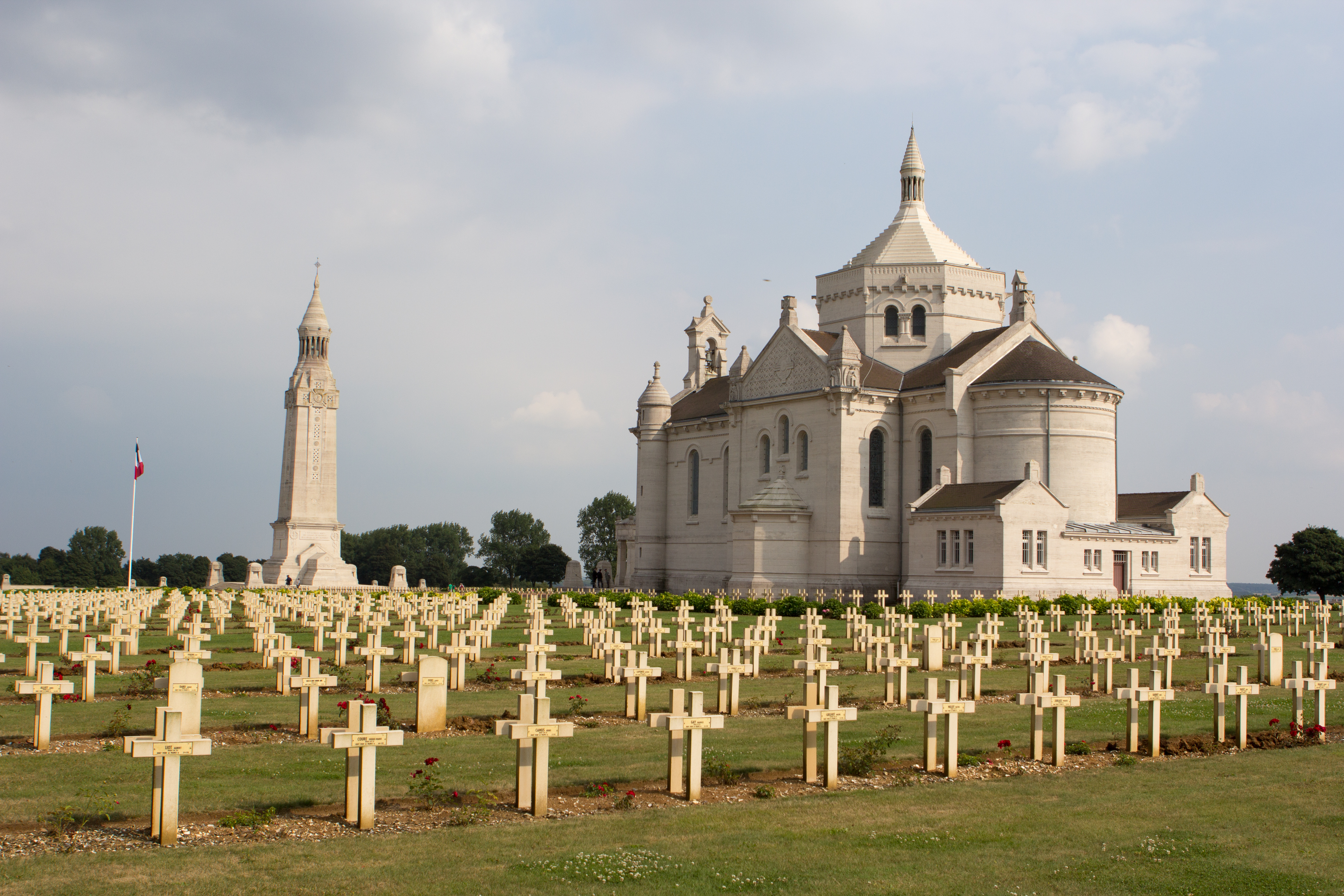
La nécropole nationale de Notre-Dame-de-Lorette où 45000 combattants reposent.

## Cadre
Sont exclues de cette liste les campagnes militaires parfois appelées batailles, telles que la bataille de France ou la bataille de l'Atlantique. Sont aussi exclus les sièges qu'ils soient défensifs ou offensifs, le nombre de morts y dépendant plus souvent de la faim ou de la maladie que d'une confrontation entre deux armées.
Les données prises en compte dans cet article concernent les morts au combat, et non les blessés ou prisonniers.
Selon la base de données de l'organisation Mémoire des Hommes, le jour le plus meurtrier de l'Histoire de France fut le 25 septembre 1915, lors des offensives d'Artois et de Champagne, avec 23 646 soldats tués. Le deuxième fut le 22 août 1914, lors de la bataille des Frontières, avec 21 058 morts. Ce furent en fait les deux jours les plus funestes pour une nation lors de la Grande Guerre, qui fut à l'origine des huit batailles les plus sanglantes pour des militaires français de toute l'Histoire.

## Liste
| Batailles                            | Conflit                          | Date de début     | Date de fin       | Estimation   | Adversaire | Résultat                                                          |
| ------------------------------------ | -------------------------------- | ----------------- | ----------------- | ------------ | --- | ----------------------------------------------------------------- |
| Bataille de Verdun                   | Première Guerre mondiale         | 21 février 1916   | 18 décembre 1916  | 163 000 tués | Empire allemand | Victoire                                                          |
| Bataille de la Marne (1914)          | Première Guerre mondiale         | 6 septembre 1914  | 12 septembre 1914 | 80 000 tués  | Empire allemand | Victoire                                                          |
| Bataille des Frontières              | Première Guerre mondiale         | 7 août 1914       | 23 août 1914      | 75 000 tués  | Empire allemand | Défaite                                                           |
| Bataille de la Somme                 | Première Guerre mondiale         | 1er juillet 1916  | 18 novembre 1916  | 66 688 tués  | Empire allemand | Indécise                                                          |
| Bataille de l'Artois (mai-juin 1915) | Première Guerre mondiale         | 9 mai 1915        | 18 juin 1915      | 35 000 tués  | Empire allemand | Indécise                                                          |
| Bataille du Chemin des Dames         | Première Guerre mondiale         | 16 avril 1917     | 29 mai 1917       | 52 000 tués  | Empire allemand | Défaite                                                           |
| Bataille de la Marne (1918)          | Première Guerre mondiale         | 15 juillet 1918   | 6 août 1918       | 30 000 tués  | Empire allemand | Victoire                                                          |
| Bataille de Champagne (1915)         | Première Guerre mondiale         | 25 septembre 1915 | 6 octobre 1915    | 27 851 tués  | Empire allemand | Indécise                                                          |
| Bataille de la Bérézina              | Campagne de Russie               | 26 novembre 1812  | 29 novembre 1812  | ≃20 000 tués | Empire russe | Victoire stratégique mais défaite tactique                        |
| Bataille de l'Artois (automne 1915)  | Première Guerre mondiale         | 25 septembre 1915 | 4 novembre 1915   | 18 657 tués  | Empire allemand | Indécise                                                          |
| Bataille de Dunkerque                | Seconde Guerre mondiale          | 26 mai 1940       | 4 juin 1940       | ≃18 000 tués | Reich allemand | Victoire stratégique mais défaite tactique                        |
| Opération Michael                    | Première Guerre mondiale         | 21 janvier 1918   | 5 avril 1918      | ≃15 000 tués | Empire allemand | Victoire                                                          |
| Bataille du Viel-Armand              | Première Guerre mondiale         | 19 janvier 1915   | 22 décembre 1915  | ≃15 000 tués | Empire allemand | Indécise                                                          |
| Première bataille d'Ypres            | Première Guerre mondiale         | 19 octobre 1914   | 22 novembre 1914  | ≃15 000 tués | Empire allemand | Victoire                                                          |
| Bataille de l'Aisne (1918)           | Première Guerre mondiale         | 27 mai 1918       | 6 juin 1918       | ≃11 000 tués | Empire allemand | Indécise                                                          |
| Bataille de Leipzig (1813)           | Guerre de la Sixième Coalition   | 16 octobre 1813   | 19 octobre 1813   | ≃9 000 tués  | Empire russe Empire d'Autriche Royaume de Prusse Royaume de Suède Royaume de Saxe                                                            | Défaite                                                           |
| Bataille de Moncontour               | Guerres de Religion (France)     | 3 octobre 1569    | 3 octobre 1569    | 9 000 tués   | Huguenots (français) | Victoire de l'armée royale                                        |
| Bataille d'Essling                   | Guerre de la Quatrième Coalition | 21 mai 1809       | 22 mai 1809       | 7 000 tués   | Empire d'Autriche | Défaite                                                           |
| Bataille de Wagram                   | Guerre de la cinquième coalition | 5 juillet 1809    | 6 juillet 1809    | 7 000 tués   | Empire d'Autriche | Victoire                                                          |
| Bataille de la Moskova               | Campagne de Russie               | 7 septembre 1812  | 7 septembre 1812  | 6 562 tués   | Empire russe | Victoire                                                          |
| Bataille d'Azincourt                 | Guerre de Cent Ans               | 25 octobre 1415   | 25 octobre 1415   | 6 000 tués   | Royaume d'Angleterre | Défaite                                                           |
| Bataille de Höchstädt (1704)         | Guerre de Succession d'Espagne   | 13 août 1704      | 13 août 1704      | ≃5 200 tués  | Monarchie de Habsbourg Royaume de Prusse Royaume d'Angleterre Provinces-Unies Danemark-Norvège                                               | Défaite                                                           |
| Bataille d'Eylau                     | Guerre de la Quatrième Coalition | 8 février 1807    | 8 février 1807    | 5 130 tués   | Empire russe | Victoire                                                          |
| Bataille de Waterloo                 | Cent-Jours                       | 18 juin 1815      | 18 juin 1815      | 5 000 tués   | Royaume de Prusse Royaume-Uni de Grande-Bretagne et d'Irlande Royaume uni des Pays-Bas Royaume de Hanovre Duché de Brunswick Duché de Nassau | Défaite                                                           |
| Bataille de Marignan                 | Guerre de la Ligue de Cambrai    | 13 septembre 1515 | 14 septembre 1515 | 5 000 tués   | Ancienne Confédération suisse Duché de Milan                                                                                                 | Victoire                                                          |
| Bataille de Ravenne                  | Guerre de la Ligue de Cambrai    | 11 avril 1512     | 11 avril 1512     | ≃4 500 tués  | Empire espagnol États pontificaux | Victoire                                                          |
| Bataille de Bautzen                  | Guerre de la Sixième Coalition   | 20 mai 1813       | 21 mai 1813       | ≃4 500 tués  | Royaume de Prusse Empire russe | Victoire                                                          |
| Bataille de la Katzbach              | Guerre de la Sixième Coalition   | 26 août 1813      | 26 août 1813      | ≃4 500 tués  | Royaume de Prusse Empire russe | Défaite                                                           |
| Bataille de Malplaquet               | Guerre de Succession d'Espagne   | 11 septembre 1709 | 11 septembre 1709 | ≃4 500 tués  | Royaume de Prusse Monarchie de Habsbourg Royaume-Uni de Grande-Bretagne Provinces-Unies                                                      | Victoire ennemie à la Pyrrhus mais victoire stratégique française |
| Bataille des monts de Champagne      | Première Guerre mondiale         | 17 avril 1917     | 20 mai 1917       | ≃4 000 tués  | Empire allemand | Victoire                                                          |
| Bataille de Cérignole                | Troisième guerre d'Italie        | 28 avril 1503     | 28 avril 1503     | ≃4 000 tués  | Empire espagnol | Défaite                                                           |
| Bataille de la Malmaison             | Première Guerre mondiale         | 23 octobre 1917   | 25 octobre 1917   | 4 000 tués   | Empire allemand | Victoire                                                          |
| Bataille de Ligny                    | Cent-Jours                       | 16 juin 1815      | 16 juin 1815      | ≃4 000 tués  | Royaume de Prusse | Victoire                                                          |
| Bataille de Crécy                    | Guerre de Cent Ans               | 26 août 1346      | 26 août 1346      | ≃4 000 tués  | Royaume d'Angleterre | Défaite                                                           |
| Bataille de Malakoff                 | Guerre de Crimée                 | 8 septembre 1855  | 8 septembre 1855  | ≃4 000 tués  | Empire russe | Victoire                                                          |
| Bataille de Neerwinden (1693)        | Guerre de la Ligue d'Augsbourg   | 29 juillet 1693   | 29 juillet 1693   | ≃3 500 tués  | Royaume d'Angleterre Provinces-Unies | Victoire                                                          |
| Poche de Colmar                      | Seconde Guerre mondiale          | 20 janvier 1945   | 9 février 1945    | ≃3 500 tués  | Troisième Reich | Victoire                                                          |
| Bataille de Dennewitz                | Guerre de la Sixième Coalition   | 6 septembre 1813  | 6 septembre 1813  | ≃3 500 tués  | Royaume de Prusse Empire russe Royaume de Suède                                                                                              | Défaite                                                           |
| Bataille de Sedan                    | Guerre franco-allemande de 1870  | 2 septembre 1870  | 2 septembre 1870  | 3 220 tués   | Royaume de Prusse Royaume de Saxe Royaume de Bavière                                                                                         | Défaite                                                           |
| Bataille de Honnecourt               | Guerre de Trente Ans             | 26 mai 1642       | 26 mai 1642       | 3 200 tués   | Empire espagnol | Défaite                                                           |
| Bataille de Ramillies                | Guerre de Succession d'Espagne   | 23 mai 1706       | 23 mai 1706       | ≃3 000 tués  | Monarchie de Habsbourg Royaume d'Angleterre Provinces-Unies Royaume d'Écosse Danemark-Norvège                                                | Défaite                                                           |
| Bataille de Fontenoy                 | Guerre de Succession d'Autriche  | 11 mai 1745       | 11 mai 1745       | ≃3 000 tués  | Monarchie de Habsbourg Royaume-Uni de Grande-Bretagne Provinces-Unies                                                                        | Victoire                                                          |
| Bataille de Seneffe                  | Guerre de Hollande               | 11 août 1674      | 11 août 1674      | ≃3 000 tués  | Monarchie de Habsbourg Empire espagnol Provinces-Unies                                                                                       | Victoire                                                          |
| Bataille d'Amiens                    | Première Guerre mondiale         | 8 août 1918       | 12 août 1918      | ≃3 000 tués  | Empire allemand | Victoire                                                          |
| Bataille de Saint-Quentin (1557)     | Neuvième guerre d'Italie         | 10 août 1557      | 10 août 1557      | 3 000 tués   | Empire espagnol Duché de Savoie | Défaite                                                           |
| Bataille de Steinkerque              | Guerre de la Ligue d'Augsbourg   | 3 août 1692       | 3 août 1692       | ≃3 000 tués  | Provinces-Unies Royaume d'Angleterre Danemark-Norvège Royaume d'Écosse                                                                       | Victoire                                                          |

## Sources
- E.A. Bonner, « Continuing the 'Auld Alliance' in the Sixteenth Century », dans Grant G. Simpson, The Scottish Soldier Abroad, 1247-1967, Rowman & Littlefield, 1992 (ISBN 0859763412, présentation en ligne), p. 35
- Jean-Noël Jeannenay, La Guerre dans tous ses états, Nouveau Monde, 2008, p. 222
- Holger Herwig, The Marne, 1914: The Opening of World War I and the Battle that Changed the World, New York, Random House, 2009 (ISBN 978-1-4000-6671-1)
- Tuchman et Barbara Tuchman, The Guns of August, London, Constable, 1962 (ISBN 0-333-69880-0)
- Alain Denizot, La Bataille de la Somme : Juillet-novembre 1916, Perrin, 2002, 224 p. (ISBN 978-2-262-02426-0)
- R. A. Doughty, Pyrrhic victory: French Strategy and Operations in the Great War, Cambridge, MA, Belknap Press, 2005 (ISBN 978-0-674-01880-8)
- Georges Brun, « La guerre en 1915 : guerre de position et grandes offensives (1ère partie) », sur crdp-strasbourg.fr, 11 décembre 2015
- Elizabeth Greenhalgh, The French Army and the First World War, Cambridge, Cambridge University Press, 2014 (ISBN 978-1-107-60568-8)
- Spencer C. Tucker, « A Global Chronology of Conflict: From the Ancient world to the Modern Middle East », dans ABC-CLIO, vol. Vol. Two, 2010
- Alain Dictionnaire des battailles de Napoléon,last=Pigeard, Dictionnaire des batailles de Napoléon: 1796-1815, Tallandier, 2004
- P. Denniee, Itineraire de l'Empereur Napoleon, 1842
- Jonathan Sumption, The Hundred Years War IV: Cursed Kings, London, Faber & Faber, 2015 (ISBN 978-0-571-27454-3, lire en ligne)
- Jacques Logie, Waterloo : la campagne de 1815, Racine, 2003
- Alain Pigeard, Dictionnaire des batailles de Napoléon, Paris, Tallandier, 2004
- Cathal J. Nolan, The Age of Wars of Religion, 1000-1650: An Encyclopedia of Global Warfare and Civilization, 2006
- (en) William. P. Guthrie, The Later Thirty Years War: From the Battle of Wittstock to the Treaty of Westphalia, Westport, Connecticut, Greenwood Press, 2003 (ISBN 0-313-32408-5)
- M. Clodfelter, Warfare and Armed Conflicts: A Statistical Encyclopedia of Casualty and Other Figures, 1492–2015, Jefferson, North Carolina, McFarland, 2017, 4th éd. (ISBN 978-0786474707)
- Ian Castle, Aspern/Wagram (1809), Oxford, Osprey, 1990